# Aesopus arestus
Aesopus arestus är en snäckart som beskrevs av Dall 1919. Aesopus arestus ingår i släktet Aesopus och familjen Columbellidae. Inga underarter finns listade i Catalogue of Life.